# COROT-18b
CoRoT-18b es el primer planeta descubierto por la misión CoRoT que pertenece al sistema de la estrella CoRoT-18.